# Бенедек, Габор
Габор Бенедек (венг. Benedek Gábor; род. 23 марта 1927 года) — венгерский пятиборец, олимпийский чемпион 1952 года в командном первенстве.
Габор Бенедек родился в 1927 году в Тисафёльдваре. В 1952 году на Олимпийских играх в Хельсинки он завоевал золотую медаль в командном первенстве, и серебряную медаль — в личном. В 1956 году он принял участие в Олимпийских играх в Мельбурне, но не завоевал медалей.